# Kanton Gaillac
Kanton Gaillac (francouzsky Canton de Gaillac) je francouzský kanton v departementu Tarn v regionu Midi-Pyrénées. Tvoří ho 12 obcí.

## Obce kantonu
- Bernac
- Brens
- Broze
- Castanet
- Cestayrols
- Fayssac
- Gaillac
- Labastide-de-Lévis
- Lagrave
- Montans
- Rivières
- Senouillac